# Cyrtandra toviana
Cyrtandra toviana là một loài thực vật có hoa trong họ Tai voi. Loài này được F.Br. mô tả khoa học đầu tiên năm 1935.